# Nyslott-Säminge församling

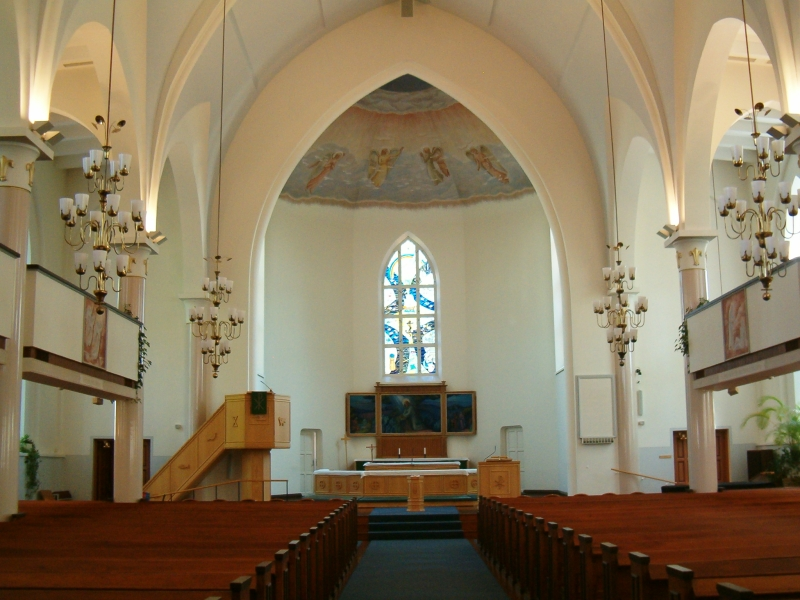
Altaret i Nyslotts domkyrka.

Nyslott-Säminge församling, evangelisk-luthersk församling i Nyslotts stad och före detta Säminge kommun, fi.: Savonlinna-Säämingin seurakunta. 
Församlingen bildades 1995 genom en sammanslagning av Nyslotts och Säminges församlingar. Nyslotts stad och Säminge kommun hade dock gått ihop redan 1973. Församlingens medlemsantal var 23 834 den 31. december 2006. Nyslott-Säminge församling tillhör S:t Michels stift och Nyslotts prosteri.
Församlingens huvudkyrka är den 1874-1878 byggda Nyslotts domkyrka.